# Devil's Diary
Devil's Diary is een Canadese horrorfilm uit 2007 onder regie van Farhad Mann.

## Verhaal
Dominique en Ursula zijn twee vriendinnen die op de lokale high school tot een kliekje vrienden behoren dat nogal eens verbaal botst met de populaire cheerleaders en sporters. Wanneer Dominique Ursula voor een grap meeneemt naar het kerkhof, vinden ze daar een leeg dagboek. Het bevat alleen de spreuk voorin dat ieder die erin schrijft zijn wensen vervuld zal zien worden. Ursula neemt het mee en schrijft er thuis in dat ze Heather Gray haat, de leidster van een trio cheerleaders met Georgia en Lisa.
Ursula schrijft dat ze hoopt dat Gray haar benen breekt, wat de volgende dag bij een auto-ongeluk gebeurt. Ursula is overtuigd van de werking van het boek en begint ongelukken op te roepen voor een voor een haar haar vijanden. Dominique ziet haar vriendin zienderogen veranderen en gaat te rade bij Vader Mark Mulligan en Vader Sanchez. Deze waarschuwen haar dat het boek zichzelf telkens in de handen zal werken van mensen met een steeds grotere ambitie om kwaad te doen. Dit komt uit wanneer Georgia het dagboek bemachtigt en Ursula na een dictaat van Heather sterft, maar er blijken nog boosaardiger kapers op de kust.

## Rolverdeling
- Alexz Johnson: Dominique Davies
- Magda Apanowicz: Ursula Wilson
- Brian Krause: Vader Mark Mulligan
- Pablo Coffey: Vader Sanchez
- Miriam McDonald: Heather Gray
- Deanna Casaluce: Georgia
- Andrew Francis: Andy
- Laura Konechny: Lisa
- Jason Calder: Frank
- Andrea Brooks: Effi
- Tyler Boissonnault: Craig
- Moses Tang: Joey Iberra
- Jake LeDoux: Nate
- Aleks Holtz: Kyle